# Solaris InterUrbino
Solaris InterUrbino — туристический автобус производства Solaris Bus & Coach, серийно выпускаемый с 2010 года.

## История
Первый прототип автобуса Solaris InterUrbino был представлен 16 сентября 2009 года в Кельце. В октябре того же года автобус был представлен в Бельгии. Он проходил испытания в Быдгоще и Гливице, фотосессии были в Ольштыне.
В первой половине 2010 года планировалось создать 10 экземпляров, однако серийное производство началось во второй половине того же года. Первая двадцатка таких автобусов поставлялась во Францию. Также появились трёхосные варианты InterTurbino длиной 15 метров.
В июне 2012 года в семействе появилась модель Solaris InterUrbino 12.8.

## Галерея

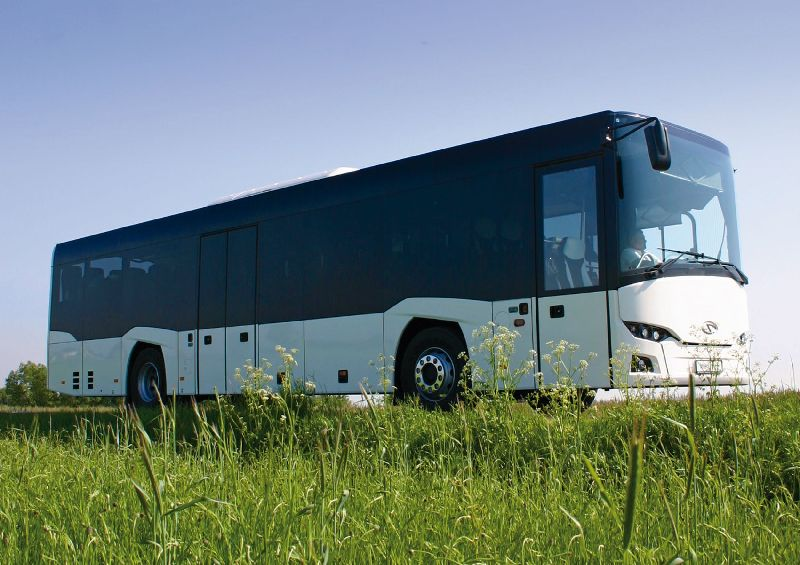
Solaris InterUrbino 12
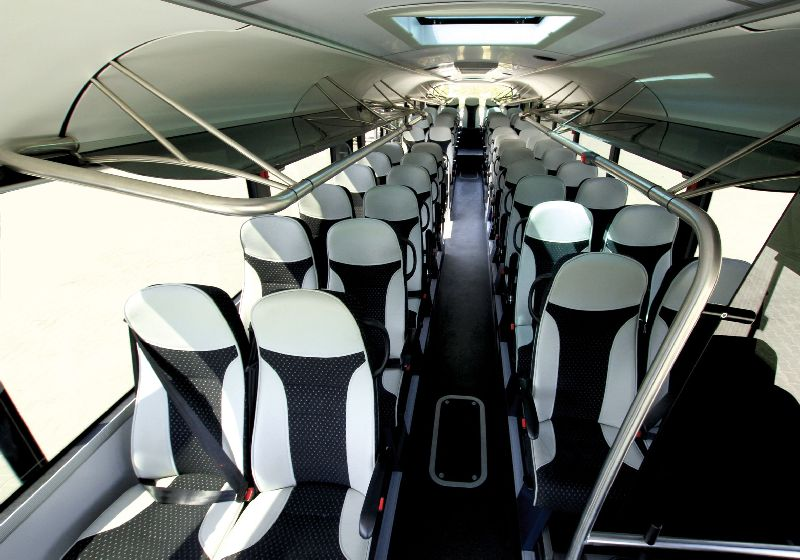
Салон, вид назад